# Rosso di clorofenolo
Il rosso di clorofenolo (o 3,3"-diclorofenolsolfonftaleina) è un indicatore.
A temperatura ambiente si presenta come un solido bruno dall'odore di fenolo.